# Liolaemus kriegi
Liolaemus kriegi — вид ігуаноподібних ящірок родини Liolaemidae. Мешкає в Аргентині і Чилі. Вид названий на честь німецького зоолога Ганса Кріга.

## Поширення і екологія
Liolaemus kriegi мешкають в аргентинських провінціях Ріо-Негро, Неукен і Чубут, а також , за деякими свідченнями, трапляються в чилійських регіонах Біобіо і Мауле. Вони живуть в степах Патагонії, серед скель, поблизу річок і струмків. Зустрічаються на висоті від 850 до 2000 м над рівнем моря. Живляться безхребетними, є живородними.